# Hyuna
Kim Hjona (Kim Hyuna), művésznevén HyunA (hangul: 김현아, handzsa (hanja): 金泫雅; Szöul (Seoul), 1992. június 6. –) dél-koreai idol, énekes, dalszövegíró, táncos, rapper, designer, modell, és a 4Minute lányegyüttes, továbbá a Trouble Maker volt tagja. 2007-ig a Wonder Girls együttes tagja volt. Jelenlegi ügynöksége a P-Nation. Saját szólókarrierjét „előadás-orientált” zenének írja le.
Ismert még PSY világsikerű Gangnam Style című klipjéből, majd annak folytatásából, a női szemszöget bemutató Oppa is just my style-ból.

## Korai évei és tanulmányai
Kim Hjona (Kim Hyuna) 1992. június 6-án született Szöul (Seoul)ban, Dél-Korea fővárosában. A Cshungam (Choongam) Középiskolába járt, majd a Koreai Zenei és Művészeti Gimnáziumba, jelenleg pedig a Kjonghi Egyetemen (Kyunghee Egyetemen) tanul, művészetkultúra szakon, különleges belépéssel.
Eredetileg HyunA handzsa (hanja) neve 泫我 volt. (kínai olvasatban: Hszüan Vo (Xuàn Wǒ)). Viszont a kínai tanára szerint ez a név furcsán hangzott kínaiul, így azt javasolta neki hogy helyette a 泫雅 (kínai olvasatban: Hszüan Ja (Xuàn Yǎ)) nevet használja tajvani megjelentetéseihez. HyunA beleegyezett a névváltásba, és hozzátette: az új név hangzása „imádnivaló”.

## Pályafutása

### 2007: Wonder Girls
Hjona (Hyuna) a Wonder Girls nevű lányegyüttes főrappereként debütált 2007-ben, a JYP Entertainment által. Részt vett a debütáló albumuk dalainak elkészítésében, mely a The Wonder Begins nevet kapta, és 2007 februárjában jelent meg. Része volt egy csoportos televízió shownak az MTV Wonder Girls két évadjában, társ-házigadája volt a Wonder Girls Soheejával és a Fly to the Sky énekesével Brian Jooval a Show Music Core-on május 12-től június 30-ig.

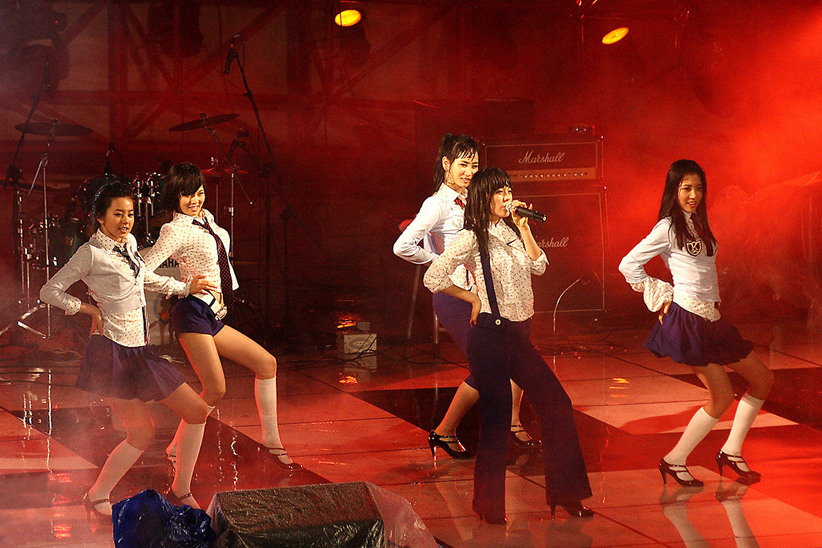
Hyuna (balról a második) az Irony-t adja elő a Wonder Girls-szel a Hanjang Egyetemen (Hanyang Egyetemen) 2007 márciusában

Júliusban Hjona (Hyuna) elhagyta a Wonder Girls-t, mivel szüleit aggasztotta lányuk egészsége, különösen krónikus gyomor- és ájulásos betegségei.
2008-ban átszerződött a Cube Entertainmenthez. Ezt követően csatlakozott a 4minute névre hallgató lányegyütteshez. 2009-ben bejelentették, hogy az együttes debütáló albuma, a Hot Issue június 15-én fog megjelenni.

## Fordítás
- Ez a szócikk részben vagy egészben  a   Hyuna című angol Wikipédia-szócikk fordításán alapul.  Az eredeti cikk szerkesztőit annak laptörténete sorolja fel. Ez a jelzés csupán a megfogalmazás eredetét és a szerzői jogokat jelzi, nem szolgál a cikkben szereplő információk forrásmegjelöléseként.